# Phoenicanthus coriaceus
Phoenicanthus coriaceus är en kirimojaväxtart som först beskrevs av George Henry Kendrick Thwaites, och fick sitt nu gällande namn av H. Huber. Phoenicanthus coriaceus ingår i släktet Phoenicanthus och familjen kirimojaväxter. Inga underarter finns listade i Catalogue of Life.